# لورانس هنتر
لورانس هنتر (بالإنجليزية: Lawrence Hunter)‏ هو معلوماني حيوي ‏ أمريكي، ولد في 18 يناير 1961 في الولايات المتحدة.